# Dicranomyia polysticta
Dicranomyia polysticta är en tvåvingeart som först beskrevs av Philippi 1866.  Dicranomyia polysticta ingår i släktet Dicranomyia och familjen småharkrankar. Inga underarter finns listade i Catalogue of Life.